# Castello Marchesale (Palmoli)
Das Castello Marchesale (dt.: Markgräfliche Burg) ist eine kleine Burg in der  italienischen Gemeinde Palmoli in der Provinz Chieti.

## Geschichte
Die Pandulfo-Di Sangros, Grafen von Montedorisio, ließen die Burg 1095 erbauen, wogegen der markgräfliche Palast aus dem 15. Jahrhundert stammt und die Kapelle des Heiligen Karl Borromäus 1772 im Auftrag des Markgrafen Severino di Gagliati entstand. Archäologische Ausgrabungen haben in der letzten Zeit Überreste von glasierter Keramik aus dem 11. Jahrhundert zu Tage gefördert, die zumeist in dem Hohlraum zwischen dem alten Rundturm und dem Polygonturm entstanden war.

## Beschreibung
Die Burg steht im Nordteil des Dorfes, „Le Coste“ genannt, und ist durch den Fluss Treste geschützt. Sie besteht aus einem zwölfeckigen Turm, der vielleicht aus dem 16. Jahrhundert stammt und in den ein Rundturm integriert ist, dem Palast der Severino-Longo und der Kapelle San Carlo Borromeo. Bis zum Anfang des 20. Jahrhunderts gab es auch noch einen „Großen Turm“ mit vertikalen Mauern ohne Anschrägung. Ein Garten im Inneren der Burg ist mit Kasematten zur Verteidigung des markgräflichen Palastes bewehrt. Das vorwiegend verwendete Baumaterial ist der örtlich verfügbare Kalkstein, der zur Verwendung als Ecksteine und für die Unterstützungsbögen in quadratische Blöcke geschnitten wurde. Für die Gesimse wurden Mauerziegel und Dachziegel, in Reihen angeordnet und über die Fassade hervorstehend, verwendet. Die Balustraden der Balkone wurden in kompakterem, istrischem Kalkstein ausgeführt. Da und dort verstreut kann man architektonische Elemente in grünlich-grauem Sandstein bewundern, wie z. B. am markgräflichen Palast. Untersuchungen haben Stadtmauern und ein Ziegelgerinne neben der Anschrägung auf der Südseite des zwölfeckigen Turms ans Licht gebracht.

## Museum der bäuerlichen Kultur und der verlassenen Burgen des Gebietes Vastese
Das Museum ist in einem Flügel der Burg untergebracht. Die Sammlung besteht aus archäologischen Funden. 2007 wurde die volkskundliche Abteilung eingerichtet.